# 第二次雅西-奇西瑙攻勢
雅西-奇西瑙行動 或雅西—基什尼奧夫行動 ，是根據在戰區內的兩座城市（雅西及奇西瑙）來命名的，它是蘇聯紅軍在1944年8月20日至8月29日間為消滅在羅馬尼亞東部的德意志國防軍而發動之進攻行動，行動中蘇軍烏克蘭第2方面軍及烏克蘭第3方面軍攻擊了由德意志國防軍及羅馬尼亞軍組成的德國南烏克蘭集團軍、收復了摩爾達維亞蘇維埃社會主義共和國及消滅了該地區的軸心國軍，從而打開了進入羅馬尼亞王國及巴爾幹半島的大門。
該攻勢包圍及消滅了防守的德軍，令蘇軍能取得向東歐進軍的戰略優勢，更令羅馬尼亞由軸心國成員變成蘇聯的盟友。

## 舞台的建立
1944年時，德意志國防軍在東線戰場的整條戰線被擊退，1944年5月，南烏克蘭集團軍被擊退向戰前的羅馬尼亞邊界，及在德涅斯特河建立了一條新防線，但蘇軍在該河兩處甬立了橋頭堡，6月後，該處回復平靜，容許德軍重組防線。
直至1944年6月，根據裝甲部隊力量，南烏克蘭集團軍是德軍中最有戰鬥力的部隊，但在夏季中被削弱，其大部分裝甲部隊被調往北方及中央戰線，以阻止蘇軍在波羅的海國家、白俄羅斯、烏克蘭及波蘭之攻勢，在該攻勢之前夕，該集團軍的裝甲兵力只有羅馬尼亞第1裝甲師、德軍第13裝甲師及第10裝甲擲彈兵師。

### 錯誤情報
蘇軍在攻擊開始前的欺騙行動做得非常成功，德軍指揮官相信蘇軍沿戰線的移動是軍隊向北移動的結果，蘇軍各進攻部隊的確切位置直至行動開始前數小時才被知道。

## 參戰單位

### 蘇軍
- 烏克蘭第2方面軍
  - 第6親衛坦克軍團
  - 第18坦克軍
  - 高希可夫騎兵-機械化軍
    - 第5親衛騎兵軍
    - 第23坦克軍

  - 第4親衛軍團
  - 第27軍團
  - 第52軍團
  - 第7親衛軍團
  - 第40軍團
  - 第53軍團
- 烏克蘭第3方面軍 - 費多爾·托爾布欣元師
  - 第5突擊軍團
  - 第4親衛狙擊軍
  - 第7機械化軍
  - 第57軍團
  - 第46軍團
  - 第37軍團
    - 第6親衛狙擊軍
    - 第66狙擊軍
- 黑海艦隊

### 軸心國軍
德國南烏克蘭集團軍
- 杜米特雷斯庫集團軍
  - 羅馬尼亞第3軍團
  - 德國第6軍團
    - 德軍第13裝甲師
    - 德軍第306步兵師
    - 德軍第76步兵師

- 沃勒集團軍
  - 德國第8軍團
    - 德軍第10裝甲擲彈兵師

  - 羅馬尼亞第4軍團
    - 羅馬尼亞第1裝甲師
    - 羅馬尼亞第4山地師

## 蘇聯戰略
蘇聯最高統帥部的計劃是由烏克蘭第2及第3方面軍對德國及羅馬尼亞軍進行鉗形攻勢。
烏克蘭第2方面軍在雅西以北突破，趕在德國第6軍團撤到普魯特河前攻佔河上的渡口，而蘇聯第6坦克軍團則進入戰場攻佔錫雷特河之渡口及位於錫雷特河與多瑙河之間的防線－福克沙尼峽谷。
烏克蘭第3方面軍則攻擊位於蒂拉斯波爾附近橫跨德涅斯特河的橋頭堡，之後向北推進與烏克蘭第2方面軍會師，從而在奇西瑙附近包圍德軍。
包圍成功後，第6坦克軍團及第4親衛機械化軍將向布加勒斯特及普洛耶什蒂油田地帶前進。

## 攻勢進展

### 總體情況
烏克蘭第2及第3方面軍擔任主要進攻，以夾擊重編的德國第6軍團及部分的德國第8軍團，德國–羅馬尼亞的戰線在進攻開始後頭兩天就開始崩潰，蘇軍將第6親衛機械化軍作為主要進攻力量投入戰鬥，最初突入德國第6軍團戰線縱深40公里，8月21日晚上破壞了德軍在附近一帶的物資供應線，8月23日德軍第13裝甲師已不能協同作戰及第6軍團已陷入縱深100公里之包圍圈，紅軍機動部隊已切斷德軍企圖撤入匈牙利王國的退路，孤立的數個包圍圈內之德軍各自為戰，但只有少數殘餘逃出了包圍圈。

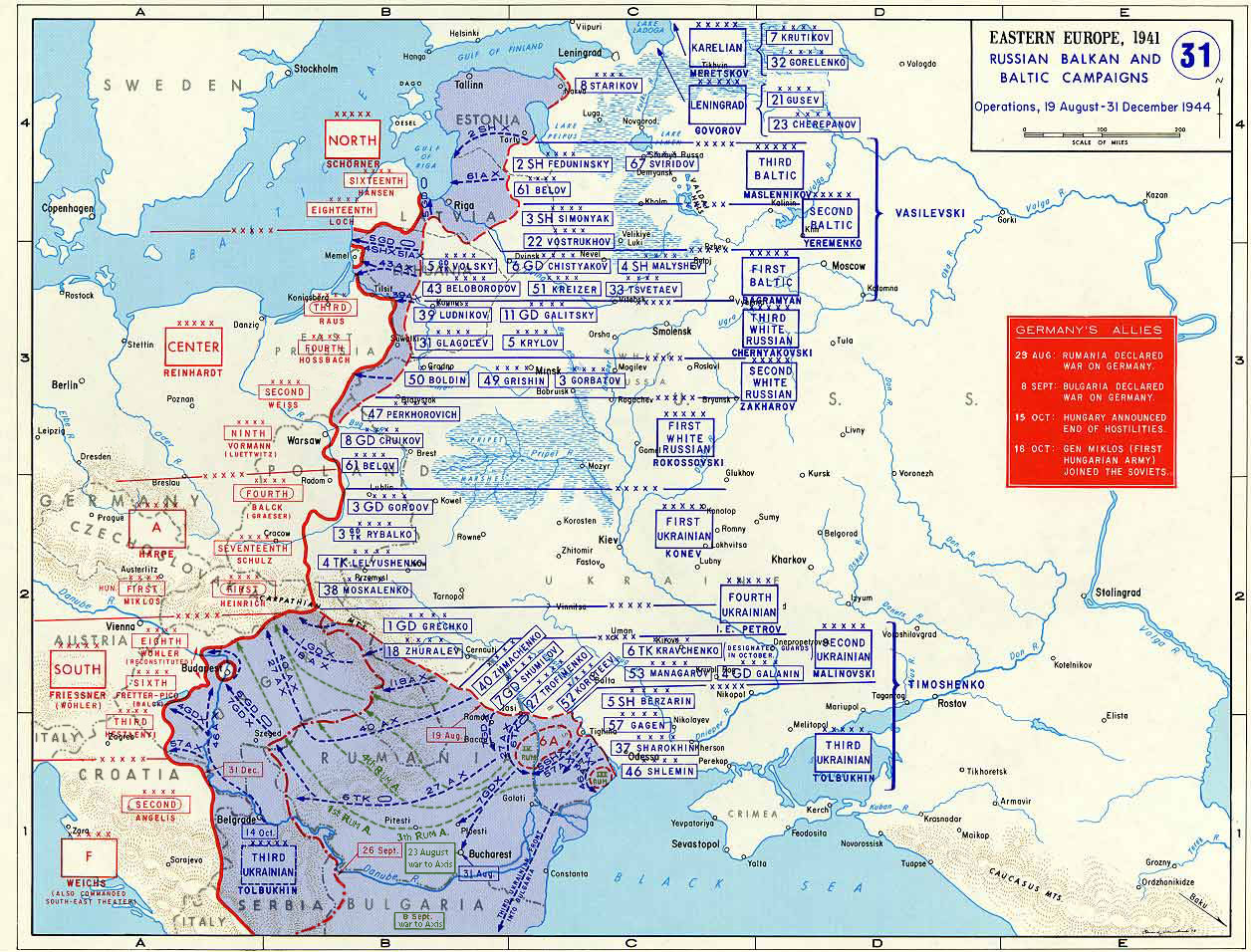
1944年8月19日至12月31日，蘇軍進攻行動示意圖

### 蘇軍突破
方面軍的主要進攻部隊是第37軍團，進攻主力是第66狙擊軍及第6親衛狙擊軍，第37軍團在前線打開了一個闊4公里的缺口，它被分成兩個集團，2個軍被編入第一梯隊，另外一個軍是預備隊，根據計劃，他們要在7天內突破縱深110-120公里的德軍–羅馬尼亞軍防線，頭四天目標是每天前進15公里。
第66狙擊軍包括兩個集團（第61親衛狙擊師及第333狙擊師是第1梯隊，及第244狙擊師是預備隊），砲屬了第46炮兵旅、第152榴彈炮兵團、第184及第1245反坦克炮兵團、第10迫擊砲團、第26輕炮兵團、第87無後座力砲兵團、第92及第52坦克團、第398突擊炮團、兩個突擊輕工兵營及兩個輕型噴火器連。
整個軍突入戰線3.5公里（第61親衛狙擊師1.5公里，第333狙擊師2公里）
軍隊在前線每公里的密度：
- 狙擊營7.7個
- 大炮／迫擊砲248門
- 坦克及突擊炮18輛

兵力優勢
- 步兵1:3
- 火炮1:7
- 坦克及突擊炮1:11.2

沒有有關師團兵力資料，但每個師大約7,000-7,500人，而第61親衛狙擊師大約8,000-9,000人，士兵在整個8月已作充分準備，在相似地形地區進行訓練，特別強調以特殊技巧在這地區擊敗敵軍。
第61親衛狙擊師在前線每公里的密度是：
- 狙擊營6個
- 大炮／迫擊砲234門
- 坦克及突擊炮18輛

第333狙擊師在前線每公里的密度是：
- 狙擊營4.5個
- 大炮／迫擊砲231門
- 坦克及突擊炮18輛

### 最初進攻
第333狙擊師沒有預備隊及將全部三個團放在第一梯隊，而第61親衛狙擊師則以標準的形式，以兩個團為第一梯隊，另一個團為預備隊，這證明是幸運的，因為右翼的第188親衛狙擊團未能攻破強力據點，在左翼的第189親衛狙擊團就獲得了較好進展，因為第333狙擊師部署在其左邊，第61親衛狙擊師的司令員因此將預備隊（第187親衛狙擊團）投入戰場，部署在第189親衛狙擊團之後面以取得突破，入夜後，第244狙擊師加入以突破第二道防線，I但是部隊迷路，在晚上11時才到達，當時德軍第13裝甲師已展開反攻。
德軍–羅馬尼亞軍的部隊是德國第3軍及第29軍，擁有德軍第15及第306步兵師、羅馬尼亞第4山地師及第21步兵師，德軍第13裝甲師是預備隊，第一天日終時，羅馬尼亞第4山地師（司令是格爾格赫·馬洛伊留少將）及第21步兵師幾乎已經被完全消滅，同時德軍第15及第306步兵師損失慘重（根據德軍的資料來源：第306步兵師在蘇軍彈幕射擊中損失了百分之五十及在晚上離開防守據點時被擊潰），在蘇軍炮火準備中幾乎損失了所有火炮。
第13裝甲師在第一天就對蘇軍第66狙擊軍展開反攻及嘗試在第二天阻止其進攻，但未能成功，根據師團的戰史說：「蘇軍支配了整個事件進程。」當時第13裝甲師是缺乏裝備、但兵力充足的單位，很大比例是最近增援的部隊，它只有4號坦克、3號突擊炮及自走炮，第二天日終時，該師已沒有能力發起進攻或有意義的抵抗。
第二天日終時，烏克蘭第3方面軍深深刺入德國第6軍團的側翼，沒有有組織的部隊增援可以預見及第6軍團注定被再次包圍及消滅，弗朗茨·約瑟夫·斯特勞斯在戰後已變成德國很重要的政治家，當時是在第13裝甲師的一個裝甲團服役，他的意見是該師在蘇軍攻勢的第三天已不能作為戰略性單位存在：「每一處都有敵軍存在。」
對於第66狙擊軍在Mazulenko戰鬥的評論是：「由於對該軍的增援及部隊和單位戰役縱深安排，敵軍的防線被快速突破。」
德軍倖存者對於最初進攻的評論是：「在彈幕射擊後，蘇軍的坦克快速到達我們的區域。」（霍夫曼），一名德軍團級指揮官（豪普特曼·漢斯·德拔斯，第306步兵師第579步兵旅第2團的指揮官）評論道：「德軍防守的炮火力量是被蘇軍戰鬥轟炸機攻擊主要防線及周圍地區摧毀的，當蘇軍步兵突然出現在我們面前時，我們嘗試撤退，但蘇聯空軍已將這樣變成不可能，我團已被分散及部分單位已被蘇軍的空中攻擊、迫擊砲及機關槍火力所消滅。」

### 羅馬尼亞政府倒台的傳言
羅馬尼亞的反政府人士經常傳言德軍快速及全面崩潰，軍方的行動指出這可能不是正確，羅馬尼亞軍已多次抵抗蘇軍的進攻，但對比一支現代化軍隊來說是裝備低劣，這是由於缺乏反坦克戰、火炮及高射炮裝備，與德國說的相反，例如，在戴维·格兰茨出版的專題論文集，或簡崇諾出版有關該戰役的歷史書，均說羅馬尼亞第1裝甲師曾對蘇軍的進攻進行抵抗，但很快被擊潰。  
羅馬尼亞的投降在蘇軍進入羅馬尼亞後很快出現，而德國第6軍團與其它在羅馬尼亞境內的德意志國防軍之連繫已經被切斷，德意志國防軍與羅馬尼亞軍之間的戰爭行動在德國駐羅馬尼亞大使破壞了一場政變後出現。

### 德軍-羅馬尼亞軍戰鬥

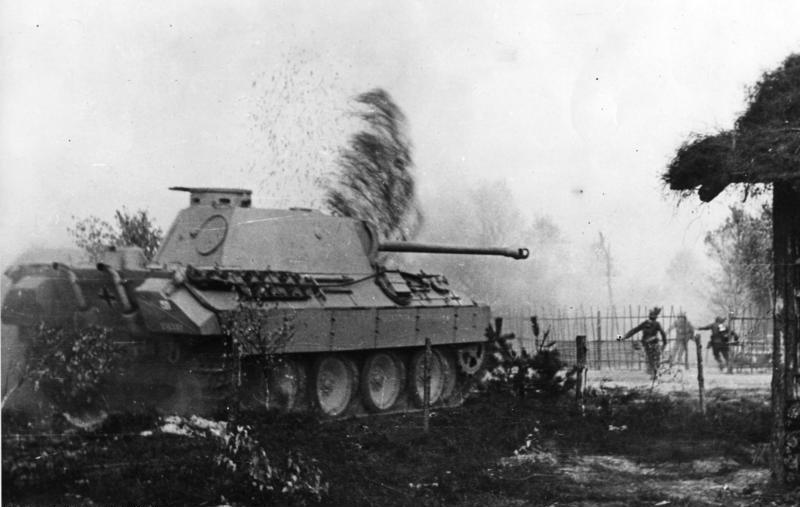
德軍正攻擊在羅馬尼亞內的一條村落

同時，羅馬尼亞國王米哈伊一世在8月23日發動政變，罷免羅馬尼亞總理揚·安東內斯庫，德國駐軍曾經嘗試佔領布加勒斯特以阻上翌日政變的發生，但被羅馬尼亞軍隊所擊退，因為他們得到美國陸軍航空軍的支援，德軍增援向布加勒斯特進攻的部隊在普魯特河西岸被切斷，及被快速推進的蘇軍所消滅，同時，德意志國防軍控制的普洛耶什蒂油田被羅馬尼亞軍攻擊，德軍試圖撤入匈牙利王國，在過程中遭受了重大損失，在戰鬥中，羅馬尼亞軍俘獲50,000名德軍，他們之後向蘇軍投降。
羅馬尼亞的資料來源顯示是內在因素做成羅馬尼亞從納粹主義中解放出來，而當時外在因素只是輔助性質；這個版本跟蘇聯所說的有所分別，他們說是該攻勢令羅馬尼亞出現政變及在國內反對派人士的幫助下解放羅馬尼亞。

### 影響

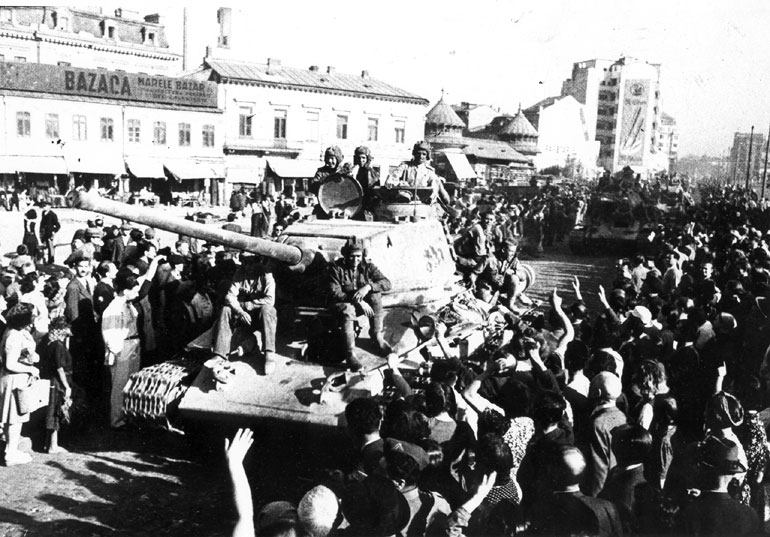
蘇軍勝利開進布加勒斯特

德軍在戰役中付出了大約陣亡大約200,000人的巨大代價，而蘇軍的損失相對於行動的規模非常之小，紅軍進入南斯拉夫及攻擊正在從希臘、阿爾巴尼亞及南斯拉夫快速撤退的德國E集團軍及F集團軍，以切斷他們的撤退路線，他們聯合南斯拉夫遊擊隊及保加利亞人在10月20日解放首都貝爾格勒。
政治上，蘇軍在雅西－奇西瑙的進攻觸發米哈伊一世在羅馬尼亞的政變，令羅馬尼亞由軸心國變成同盟國，同時，羅馬尼亞與德國的盟國匈牙利王國發生了一場小規模邊境戰爭，羅馬尼亞收復了在1940年於第二次維也納協定中割讓給匈牙利王國的領土。
該行動成功後，蘇聯重新控制了比薩拉比亞及北布科維納，該處曾在1940年被蘇聯佔領，蘇軍集合及驅逐剩下的羅馬尼亞軍隊，根據摩爾多瓦歷史委員會主席阿纳托尔·彼得连库（Anatol Petrencu——表示：「超過170,000名羅馬尼亞士兵版解除武裝，其中40,000人被關在伯爾茲的戰爭集中營，在這裡他們死於飢餓、寒冷、疾病或被處決。」

## 損失

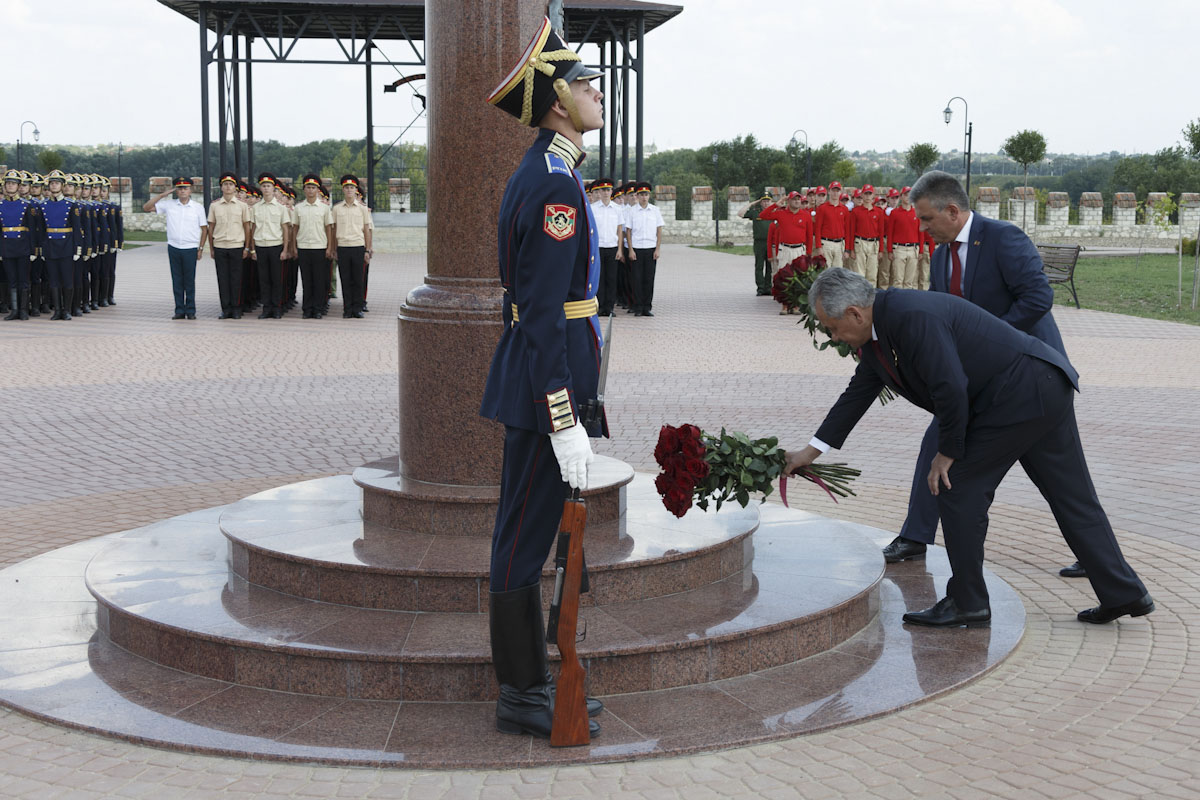
谢尔盖·绍伊古与瓦季姆·克拉斯諾謝利斯基于2019年8月23日向戰爭死難者献花

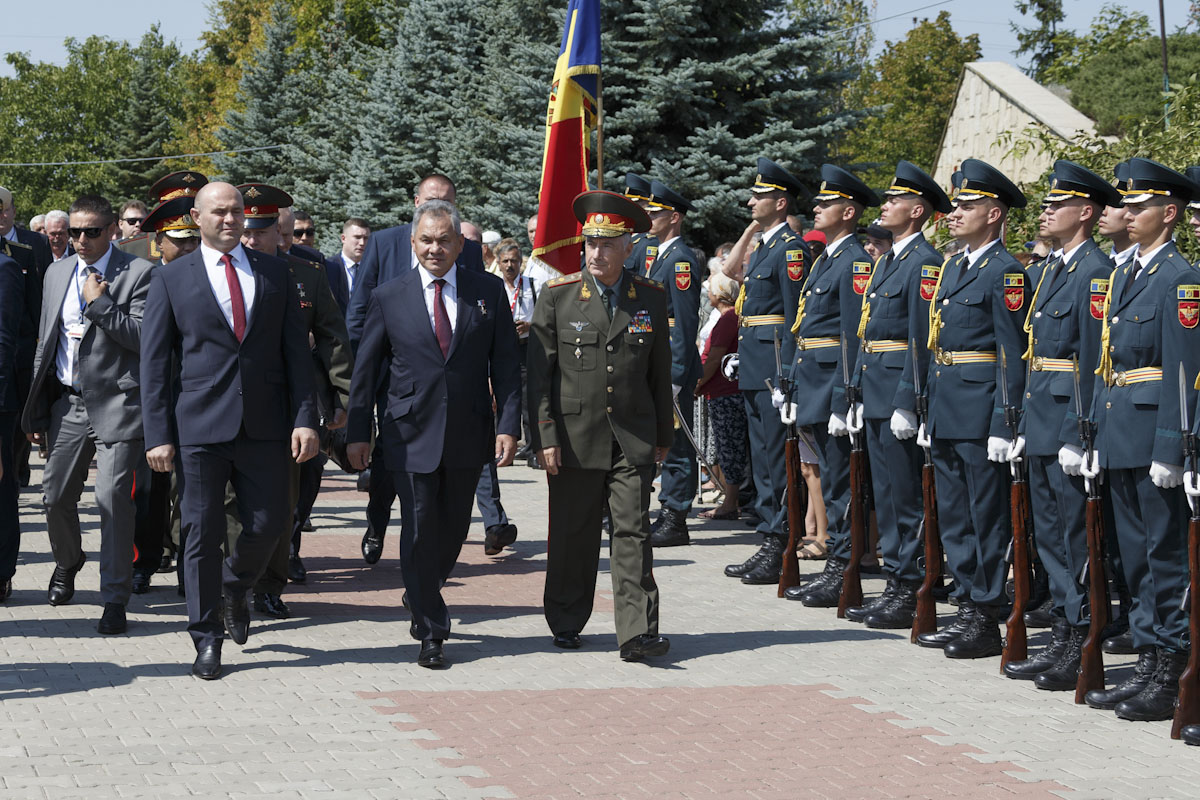
摩尔多瓦国民军仪仗队队员在2019年8月24日的庆典中接受谢尔盖·绍伊古、帕维尔·沃尤克和维克托尔·盖丘克的检阅。

### 蘇軍損失
人員：
- 13,197人陣亡
- 53,933人受傷／染病

裝備：
- 75輛坦克及自走炮
- 108門火炮及迫擊砲
- 111架飛機

### 德軍損失
人員：
- 超過25,000人陣亡，受傷人數不詳

裝備：
- 83輛坦克及自走炮
- 3,500門火炮及迫擊砲
- 3,300輛摩托車輛
- 330架飛機

部隊及單位被全部或大部分消滅：
- 德國第6軍團
  - 軍
    - 第4軍
    - 第7軍
    - 第30軍
    - 第44軍
    - 第12軍

  - 師
    - 第13裝甲師
    - 第9步兵師
    - 第15步兵師
    - 第62步兵師
    - 第76步兵師
    - 第79步兵師
    - 第106步兵師
    - 第161步兵師
    - 第257步兵師
    - 第258步兵師
    - 第282步兵師
    - 第294步兵師
    - 第302步兵師
    - 第306步兵師
    - 第320步兵師
    - 第335步兵師
    - 第370步兵師
    - 第376步兵師
    - 第384步兵師
    - 第153野戰師
- 德國第8軍團
  - 第10裝甲擲彈兵師
- 德國空軍第4航空隊
  - 第5高炮師

### 羅軍損失
- 30輛坦克
- 8,305人陣亡
- 24,989人受傷
- 153,883失蹤及被俘

## 來源
- Art of War Symposium, From the Dnepr to the Vistula: Soviet Offensive Operations - November 1943 - August 1944, A transcript of Proceedings, Center for Land Warfare, US Army War College, 29 April - 3 May 1985, Col. D.M Glantz ed., Fort Leavewnworth, Kansas, 1992
- House, Jonathan M.; Glantz, David M. . Lawrence: University Press of Kansas. 1995. ISBN 0-7006-0717-X.
- Glantz, David M. . University Press of Kansas. 2007. ISBN 0700614656.
- Maculenko, Viktor Antonovič;  Balcerowiak, Ina. . Berlin: Verl. d. Ministeriums f. nationale Verteidigung. 1959. OCLC 72234885 （德语）.
- Hoffmann, Dieter. . Hamburg: Mittler. 2001. ISBN 3813207463.
- Kissel, Hans. . Darmstadt: Wehr und Wissen Verlagsgesellschaft mbH. 1964: 287. OCLC 163808506 （德语）.
- Ziemke, E.F. Stalingrad to Berlin: The German Defeat in the East, Office of the Chief of Military History, U.S. Army; 1st edition, Washington D.C., 1968
- Dumitru I.S. . Bucharest: Nemira. 1999: 464 （罗马尼亚语）.
- Roper, Steven D. Romania: The Unfinished Revolution (Postcommunist States and Nations), Routledge; 1 edition, 2000, ISBN 978-90-5823-027-0

## 附近參考
- Website dedicated to the Romanian Army in WW II （页面存档备份，存于）
- Soldiers of the Great War
- Link to external map of Eastern Front

## 外部連結
- Vladimir Tismăneanu，Stalinism for All Seasons: A Political History of Romanian Communism, University of California Press，Berkeley, 2003, p. 86. ISBN 0-520-23747-1
- （罗马尼亚文） "Operaţiunea Iaşi-Chişinău: Atitudini Oficiale şi Neoficiale"，Centrul de Monitorizare şi Analiză Strategică, August 25，2005
- （俄文） Jassy-Kishinev Offensive operation（20.08 – 29.08.1944） （页面存档备份，存于）
- （俄文） Jassy-Kishinev operation, 1944
- （俄文） Jassy-Kishinev operation on Rambler-Pobeda （页面存档备份，存于）